# طاق طاق طاقية
طاق طاق طاقية أو ما يسمى بلعبة ساعي البريد، أو لعبة «طاق طاق طاقية.. رن رن يا جرس»  هي لعبة للأطفال ابتداء من عمر الخمس سنوات.

## كيفية اللعب

### مصر
يجلس الأطفال على الأرض على شكل دائرة مستديرين إلى داخل الدائرة. ويقوم أحد الأطفال بالركض حولهم حاملا منديلا، ويبدأ بالغناء:
طاء طاء طاقية... فيجيبه بقية الأولاد: رن رن ياجرس...
إلي عندو مصرية (من معه نقود).. فيجيبه بقية الأولاد: رن رن ياجرس...
يشتري فيها قضامية (يشتري بها قضامة) فيجيبه بقية الأولاد: رن رن ياجرس...
ثم يقوم بإلقاء المنديل وراء أحد المشاركين.
لا يسمح لأحد من المشاركين بالنظر وراءه قبل مرور «ساعي البريد» عليه. وعندما ينتبه أحد الجالسين إلى أن المنديل وراءه، فيجب عليه أن يسرع بإمساك «ساعي البريد» قبل أن يأخذ مكانه بين الجالسين. بذلك فإذا تمكن من الجلوس مكان الأول، فإن هذا الأخير يصبح هو ساعي البريد.

### الخليج
تجتمع مجموعة من الشباب يصل عددهم من السبعة إلى عشرة أشخاص بشكل دائري ويخصّص واحد منهم لحمل الشماغ والطاقية. ويدور حولهم باستمرار ويردد «طاق طاق طاقية..»، ثم يرددون «رن رن يا جرس» ويستمر في إكمال الأهازيج بهذه الطريقة مع الدوران حولهم، ثم يضع الطاقية خلف ظهر أحدهم. وخلال دورانه يتحسّس الأطفال خلفهم، ثم يأخذها الذي يجد الطاقية خلفه. وينطلق وراء من وضعها والذي يرمي الشماغ على الأرض ليأخذه اللاحق محاولاً اللحاق به وضربه من الخلف. ويقوم الملحوق بالدوران حول دائرة الأطفال ويتفادى ضربات اللاحق، حتى يجلس الملحوق في نفس مكان اللاحق ليكمل اللعبة مرة أخرى بنفس الطريقة مردداً «طاق طاق طاقية».

## وصلات خارجية
- ألعاب زمان ... طاق طاق طاقية رين رين ياجرس على يوتيوب
- لعبة طاق طاق طاقية على يوتيوب
- طاق طاق طاقيه - اغنية الاطفال على يوتيوب